# Girasole
Girasole (en sard, Gelisuli) és un municipi italià, dins de la província de Nuoro. L'any 2007 tenia 946 habitants. Es troba a la regió de Quirra. Limita amb els municipis de Lotzorai, Tortolì i Villagrande Strisaili.

## Administració
| Període | Identitat              | Partit        |
| ------- | ---------------------- | ------------- |
| 2005-   | Antonio Giovanni Podda | Llista Cívica |